# 布瓦西翁
布瓦西翁（法語：Boisyvon，法語發音：[bwazivɔ̃]）是法国芒什省的一个市镇，属于阿夫朗什区。

## 地理
布瓦西翁（48°48'20"N, 1°7'44"W）面积3.85 平方千米，位于法国诺曼底大区芒什省，该省份为法国西北部沿海省份，西、北、东北三面环大西洋，东起顺时针与卡爾瓦多斯省、奧恩省、马耶讷省和伊勒-维莱讷省接壤。
与布瓦西翁接壤的市镇（或旧市镇、城区）包括：圣欧班德布瓦、拉沙佩勒塞斯兰、库卢夫赖-布瓦伯纳特尔、圣马丹勒布扬、圣莫尔德布瓦、努德谢讷。

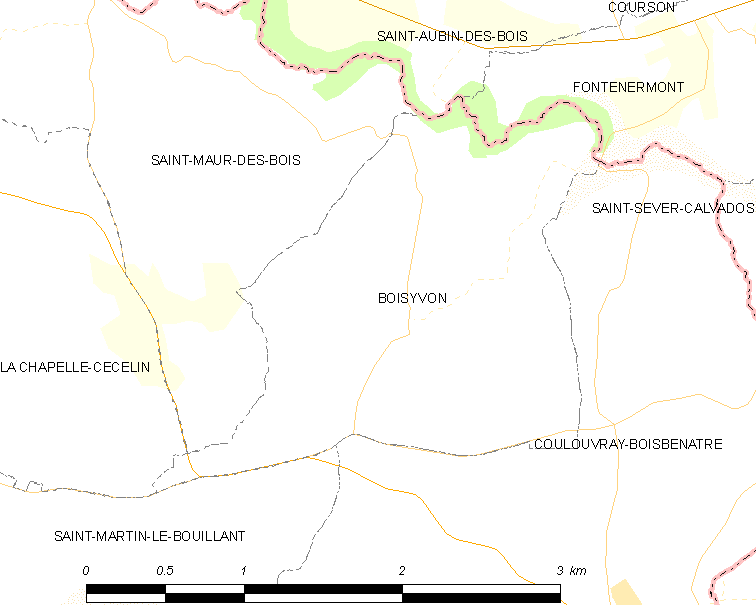
布瓦西翁的OSM定位图

布瓦西翁的时区为UTC+01:00、UTC+02:00（夏令时）。

## 行政
布瓦西翁的邮政编码为50800，INSEE市镇编码为50062。

## 政治
布瓦西翁所属的省级选区为维勒迪约莱普瓦勒-鲁菲尼县。

## 人口

1962-2008年间布瓦西翁人口变化图示

布瓦西翁于2022年1月1日时的人口数量为100人。